# Black Steel
«Black Steel» (в переводе с англ. — «Черная сталь») — четвёртый сингл британского музыканта Tricky. Композиция «Black Steel» является кавер-версией песни «Black Steel In The Hour Of Chaos» с альбома It Takes A Nation Of Millions To Hold Us Back американской хип-хоп группы Public Enemy.

## Общие сведения
Треки «Black Steel» (Been Caught Stealing Mix) и «Black Steel» (In The Draw Mix) ремикшировал Substance, а ремикс «Black Steel» (Live Mix) ремикшировал Them. Двенадцатидюймовый сингл содержит лишь четыре трека (A1. «Black Steel» (Album Version), A2. «Black Steel» (Live Mix), B1. «Black Steel» (Been Caught Stealing Mix), B2. «Black Steel» (In The Draw Mix)).

Постер, прилагающийся к синглу

## Оформление
В оформлении диджипака опять же, как и в оформлении предыдущего сингла «Overcome», отмечается характерная особенность: вдоль края центрального отверстия CD написано «way down» (в переводе с англ. — «вниз») и изображена маленькая стрелка. В оформлении предыдущего сингла Трики — «Overcome», вдоль края центрального отверстия CD было написано «way up» (в переводе с англ. — «вверх») и изображена маленькая стрелка, только в противоположном направлении. Числа отпечатанные на передней обложке являются датой выхода сингла в Великобритании (030495). Внутри диджипака также находится постер, на который помещено изображение, созданное на основе фотографий Трики и Мартины. Верхняя и нижняя часть изображения взята с фотографии Мартины, а средняя часть — с фотографии Трики, использованной на передней обложке. Постер внутри двенадцатидюймового сингла (размерами 60" на 20", что составляет 152,4 на 50,8 см) значительно больше того постера, который прилагается к CD синглам.

## Список композиций
1. «Black Steel» (Radio Edit) — 3:43
2. «Black Steel» (Been Caught Stealing Mix) — 5:57
3. «Black Steel» (In The Draw Mix) — 6:21
4. «Black Steel» (Live Mix) — 5:00
5. «Black Steel» (Album Version) — 5:39

## Участники
- Tricky — вокал, продюсер
- Мартина Топли-Бёрд — вокал
- Mark Saunders — продюсер
- Substance — микширование
- Them — микширование